# Swine (dal)
A Swine Lady Gaga amerikai énekesnő 2013-as Artpop című harmadik stúdiólemezének egyik dala. A dal produceri munkáját és a dalszerzést Gaga, Paul "DJ White Shadow" Blair, Dino Zisis és Nick Monson végezték. A dubstep és indusztriális műfajokba sorolható Swine-t az énekesnő szexuális élményei, és a haragja inspirálta, amelyet amiatt érzett, mert 19 éves korában egy meg nem nevezett zenei producer megerőszakolta. A dal során Gaga ordítva adja elő a szöveget, amely arról szól, hogy elutasítja a férfi közeledését és egy disznóhoz hasonlítja.
A Swine pozitív fogadtatásban részesült nyers kompozíciója és őrültsége miatt. A 94. helyen debütált a dél-koreai Kaon nemzetközi kislemezek eladásait összesítő listáján 2430 eladott példánnyal. Az Egyesült Államokban a Swine legjobb helyezése a 23. pozíció volt a Billboard Dance/Elektronikus slágerlistáján. Gaga előadta a dalt az iTunes fesztiválos koncertjén, illetve a South by Southwest (SXSW) zenei fesztiválon a Texasban található Austinban. Utóbbi fellépést heves kritikák érték, mivel egyes vélemények szerint az előadás népszerűsítette a bulimiát akkor, amikor Millie Brown előadóművész színes festéket hányt Gagára a színpadon. A Swine felcsendül Gaga Til It Happens to You című dalával együtt a The Hunting Ground című 2015-ös dokumentumfilmben, ami az amerikai egyetemeken történő nemi erőszak-esetekkel foglalkozik.

## Háttér és dalszerzés
Gaga Artpop című harmadik stúdióalbumának munkálatai nem sokkal azután megkezdődtek, hogy az énekesnő kiadta 2011-es Born This Way lemezét. A következő évben az album koncepciói „virágzani kezdtek”, amint Gaga kollaborált Fernando Garibay és DJ White Shadow producerekkel. Az Artpopon található egyik dal a Swine volt, amiről az énekesnő elmondta, hogy megpróbáltatást jelentő és nyugtalanító szexuális élmények inspirálták, amelyeket átélt az élete során.
2014 decemberében a The Howard Stern Show-ban Gaga elárulta, hogy 19 éves korában megerőszakolta egy nála húsz évvel idősebb zenei producer. A Sternnel folytatott beszélgetés során az énekesnő elmondta: „Átéltem néhány szörnyű dolgot. Most már képes vagyok nevetni, mert sok mentális, fizikai és érzelmi terápián mentem keresztül. [...] Azt sem voltam hajlandó beismerni, hogy bármi történt volna. [...] Láttam az illetőt egyszer egy üzletben, és mozdulni sem tudtam a félelemtől.” Gaga megerősítette, hogy az eset inspirálta a Swine-t: „Írtam egy dalt Swine címmel, amely a nemi erőszakról szól. A dal a dühről, haragról és szenvedésről szól, és sok fájdalmat éreztem, amit szabadjára akartam engedni.”

## Felvételek és kompozíció

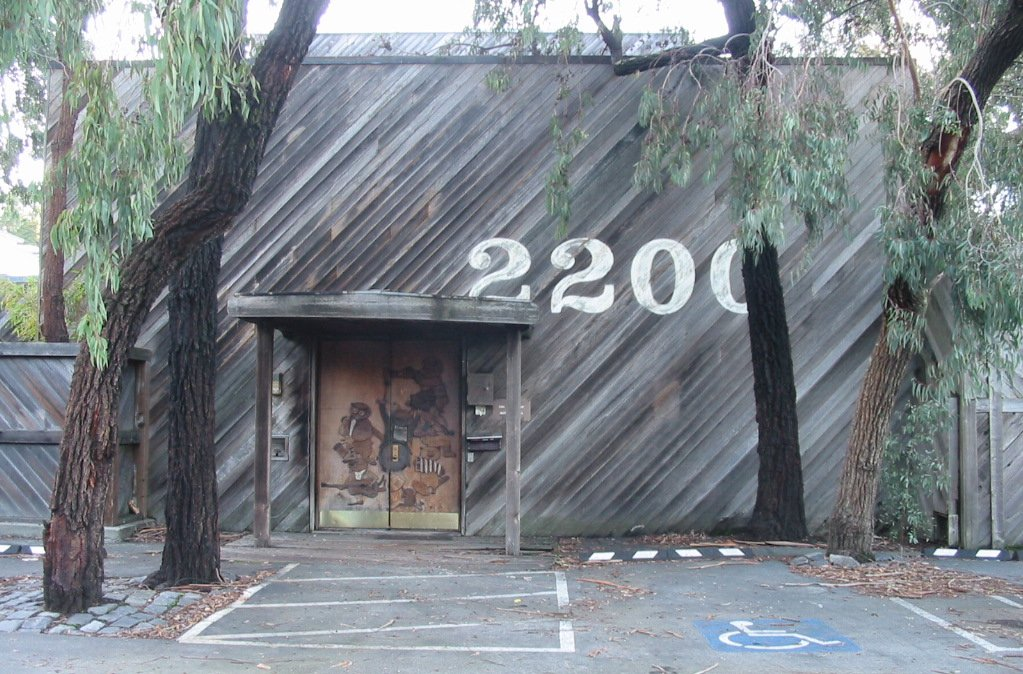
A Swine felvétele a Record Plant Studiosban zajlott.

Zeneileg a Swine egy dubstep és indusztriális dal. Az alapján a dalrészlet alapján, amely Gaga iTunes Fesztiválról megjelent próbájában hallható, Nick Catucci az Entertainment Weekly-től a Swine-ról azt írta, hogy „igazán sokkoló Nine Inch Nailses dalszövegekkel” és „Deep Purple-ös hangzással” rendelkezik. A Consequence of Soundon megjelent írásban megjegyezték a „#swinefest” Twitter hashtag létrejöttét, a dalt pedig „egy melankolikus zongorás balladának” nevezték, amelyből később „kitör a tomboló pop-rocker, amelyet fültépő gitár- és szintihangok támogatnak”.
Gil Kaufman az MTV News-tól a számot „keményrockosnak” nevezte. Bradley Stern úgy vélte, hogy a dal zeneileg „egy hajmeresztő, fogcsikorgató, szívmegállító anyag technós droppal”. A Musicnotes.com szerint a dal 4/4-es ütemben íródott, gyors, 120-as percenkénti leütésszámmal. G-mollban készült, Gaga nyers vokálja pedig  G3-tól D5-ig terjed. Akkordmenete C/G–Gm–C/G–Gm.
Dalszövegében Gaga elutasítja egy udvarló közeledését és egy disznóhoz hasonlítja. Az énekesnő csökkenteni akarta a számhoz készült szöveg durvaságát azzal, hogy vidámabbá tette a hangzását. Végül saját bevallása szerint mégis végig „ordít és sikít a szám folyamán”. A dal dance természete a refrénhez érkezve eltűnik, amikor is Gaga „kaotikus” szintihangok mellett kiabálja a szöveget („You're just a pig inside a human body / Squealer, squealer, squealer, you're so disgusting / You're just a pig inside”), végén pedig miközben a ritmus és az ütem felgyorsulnak, többször is megismétli a „Swine” szót.

## A kritikusok értékelései
Miután a dal elérhetővé vált az interneten, az Idolator nevű honlap munkatársa, Carl Williott az iTunes Fesztiválos fellépéséhez hasonlította, és azt írta: „Az a változat különösen vad volt, a stúdiós verzió pedig még inkább szkizofrén és rave-re kész”. Kritikájában emellett hozzátette: „Az EDM túltöltöttség mellett Gagának sikerül emberivé tennie a dalt a rekedtesebb, nyersebb vokális előadásával. És egy dubstep dalhoz képest el van benne rejtve egy hatalmas, figyelemre méltó »Swiiine« refrén benne.” Nicole James a Fuse-tól „az Applause szöges ellentétének” nevezte. Kitty Empire a The Guardiantől pozitívan vélekedett a dalról, és az album „meghökkentő középpontjának, talán a legnagyobb slágerének” titulálta. Mike Driver a Clash magazintól Gaga hangképzését Christina Aguilera énekesnőhöz hasonlította a dalban. A Spin magazin szerzője, Maura Johnston a Swine-t az Artpop egyik fénypontjaként emelte ki, valamint Gaga éneke és a billentyűs hangszerek hangja Trent Reznor számaira emlékeztette.
Bradley Stern a MuuMuse-tól a Swine-t az album „legőrültebb pillanatának” nevezte, amelyben az énekesnő igazán szabadon engedte magát. Azt is hozzátette, hogy majd biztosan nagyon jól fog szólni egy élő koncertfellépésen. Jason Lipshutz a Billboardtól „egy sikítozós indusztriális számként” írta le, amelyben Gaga úgy hangzik, mintha „fizikailag undorodna”. Lipshutz azt is hozzátette, hogy a dal „nem olyan könnyen hallgatható és okosan megírt” mint más dalok az Artpopon, de „egy kitérőhöz képest ez igazán magával ragadó”. Chris Bosman a Consequence of Sound weboldaltól kritizálta a dal hosszát, és azt írta: „amint sikerült a lemez hangzását jól megalapozni, a dalok közül több is túl hosszúnak érződik [...] a Swine-ból könnyedén le lehetett volna csípni egy verzét, és mégis ugyanolyan hatása lett volna, csak rövidebb”.

## Élő előadások

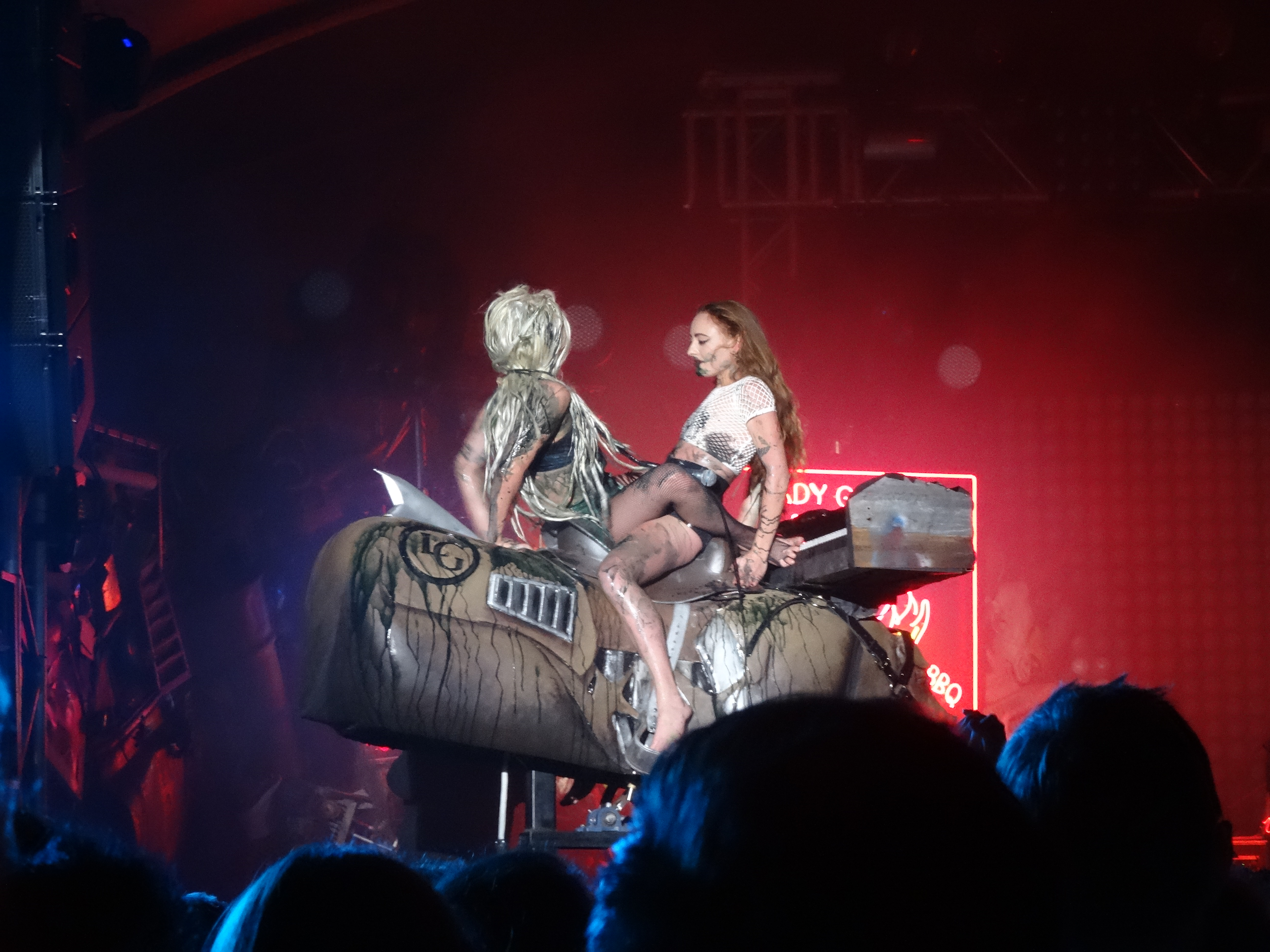
Lady Gaga a Swine előadása közben Millie Brown-nal a 2014-es South by Southwest-en

2013 augusztusában Gaga megjelentetett egy egyperces előzetest a dalból, amelyben az iTunes Fesztiválon látható próba közben, illetve egy képet is feltöltött az előadásáról. Gaga a koncertet a dal után „SwineFest”-nek nevezte el, és a show központi része volt. A fellépés során közvetlenül a dal eléneklése előtt levette az addig viselt szőke parókáját, ezzel megmutatva természetes haját. A zongorán kezdte előadni a Swine-t először egy csillogós malacos maszkkal az arcán, majd ezt követően váltott át a szám elektronikus verziójába. Az előadás második részében Gaga egy dobfelszerelés mögé ült. Gaga táncosai a fellépés során disznófejhez hasonlatos gázmaszkokat, hátukon pedig fehér tartályokat viseltek, amiből festéket szórtak a közönségre kötélen lógva fölöttük. Robert Copsey a Digital Spy-tól 5-ből 3,5 pontot adott a produkcióra, és azt írta, hogy az énekesnő „elérte vele az őrültség tetőfokát”.
2014 márciusában Gaga előadta a Swine-t a South by Southwest (SXSW) zenei fesztiválon a texasi Austinban. A dalt felvezető beszédében elárulta, hogy „nemi erőszakról és haragról” szól, majd felhívta maga mellé a színpadra Millie Brown előadóművészt. A duó fellépése során Brown zöld színű folyadékot hányt a színpadra és Gagára. Aztán egy nagy műbikára másztak, amelynek disznófeje volt és szájpecek golyó volt a szájában, majd együtt lovagoltak és szexuális aktust imitáltak rajta. Brown újra és újra lehányta Gagát és fehér kötényét amíg a bikán ültek. Még le is nyúlt Gaga torkán, hogy ismét felöklendezze a fekete festéket mindenfelé. A Rolling Stone egyik írója szerint „a show további részében Gaga feketén fénylett ezzel jelölve metaforikusan, hogy egy erőszak-túlélő és egy igazi túlélője az előadóművészetnek”. A háttérben neon fénnyel a következő felirat volt olvasható: „Lady Gaga's BBQ – Haus of Swine”. A Swine-t egy „nemi erőszak ellenes dalnak” nevezték, míg hasonlóképpen az SXSW fellépést egy „nemi erőszak ellenes demonstrációnak” titulálták.

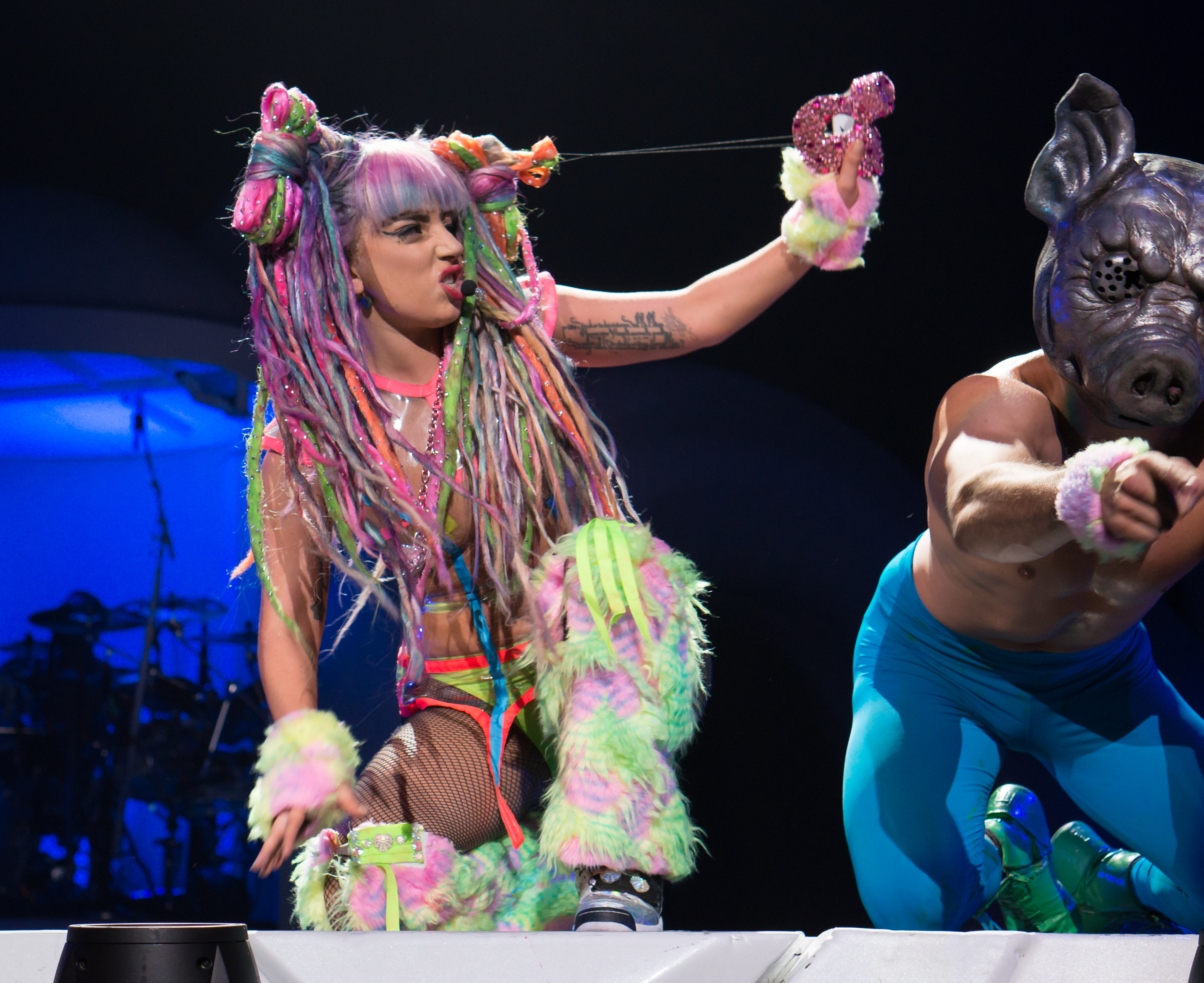
Gaga a Swine-t énekli az ArtRave: The Artpop Ball turnén

Andrew Hampp úgy érezte, hogy „egy album (és koncert) számára, amelyet az előadóművészet inspirált, ez volt az a pillanat, ahol a zene és a provokatív sokkolás kitörölhetetlenül és hitelesen került egybeolvasztásra”. A performansz kritikát is kapott a hányós része miatt. A bulimiából felépült énekesnő, Demi Lovato azt sérelmezte, hogy szerinte az előadás „dicsőítette” a táplálkozási zavarokat. Válaszul Brown az MTV News-nak elmondta: „Meg tudom érteni, hogy az emberek miért teszik ezt a képzettársítást, de az előadásom tényleg nem egy kinyilatkoztatás a táplálkozási zavarokról”. Gaga a Today című műsorban adott nyilatkozatában beszélt az esetről: „Millie és én tudjuk, hogy nem mindenkinek fog tetszeni ez a fellépés, de mindketten nagyon hiszünk a művészi önkifejezésben és az erős identitásban, és támogatom őt, illetve amit csinál. Az Artpop, az új albumom, a művészet és a zene összehozásáról szól a kreatív lázadás jegyében, és számunkra ez az előadás művészet volt a legtisztább formájában.”
A Swine később felkerült Gaga ArtRave: The Artpop Ball elnevezésű turnéjának számlistájára is, ahol az utolsó dalként került eléneklésre a zárlat (Gypsy) előtt. Az előadás során Gaga rave-lánynak öltözött, amelyről azt írták, hogy „egy csavar az anime iskoláslány szóképen”. Többszínű raszta hajat és fluoreszkáló szőrös csizmát viselt. Egyes alkalmakkor Gaga a közönség tagjai közül a színpadra hívott embereket, hogy „vele együtt tomboljanak”. James Duffield az MTV-től az előadásról azt írta, hogy „túlterhelő az érzékeknek – visszatérnek a konfettiágyúk és a villódzó fények, míg disznómaszkos táncosok művért kezdenek köpni a szájukból”.

## Közreműködők
Menedzsment
- Felvételek: Record Plant Studios, Hollywood, Kalifornia
- Maszterelés: Oasis Mastering Studios, Burbank, Kalifornia
- Hangkeverés: Mirrorball Sudios, Észak-Hollywood, Kalifornia
- Stefani Germanotta művésznevén Lady Gaga (BMI) Sony ATV Songs LLC/House, Gaga Publishing, LLC/GloJoe Music Inc. (BMI), Maxwell and Carter Publishing, LLC (ASCAP).

Készítők
- Lady Gaga – dalszerzés, fő vokál, produceri munka, hangi elrendezés
- DJ White Shadow – dalszerzés, produceri munka
- Dino "Speedlove" Zisis – dalszerzés, produceri munka
- Nick Monson – dalszerzés, produceri munka, hangkeverés
- Dave Russell – felvételek
- Daniel Zaidenstadt – további felvételek
- Benjamin Rice – felvételi asszisztens
- Tony Masterati – hangkeverés
- Jon Castelli – hangmérnök
- Justin Hergett – hangkeverési asszisztens
- Rick Pearl – számítógép generálta hangok
- Nicole Ganther – háttérvokál
- Natalie Ganther – háttérvokál
- Lyon Gray – háttérvokál
- Ivy Skoff – szerződés adminisztrátor
- Gene Grimaldi – maszterelés

Forrás: Az Artpop albumon szereplő jegyzet, Insterscope Records.

## Slágerlistás helyezések
| Slágerlisták (2013)                        | Legjobb helyezés |
| ------------------------------------------ | ---------------- |
| Dél-koreai nemzetközi kislemezlista (GAON) | 94               |
| US Hot Dance/Electronic Songs (Billboard)  | 23               |

## Fordítás
- Ez a szócikk részben vagy egészben  a   Swine (song) című angol Wikipédia-szócikk fordításán alapul.  Az eredeti cikk szerkesztőit annak laptörténete sorolja fel. Ez a jelzés csupán a megfogalmazás eredetét és a szerzői jogokat jelzi, nem szolgál a cikkben szereplő információk forrásmegjelöléseként.